# 윤제동
윤제동(尹悌東, 1761년 2월 1일 - 1803년 3월 30일)은 조선 후기의 문신, 정치인이다. 정조 때에 알성문과에 급제하여 홍문관교리 등을 역임했다.
좌옹 윤치호의 재종조부이자 윤웅렬, 윤영렬 형제에게는 5촌 당숙아저씨가 되지만 생전에 본 일은 없다. 본관은 해평이고 자는 도이(道而)이다.

## 생애
예조참판을 지낸 윤득우(尹得雨)와 모친 송창명(宋昌明)의 딸 사이에서 태어났으며, 할아버지는 윤옥, 증조할아버지는 윤세겸이다. 그의 증조부 윤세겸의 서자 윤발은 윤취동의 할아버지이며, 윤웅렬, 윤영렬의 증조부이자, 좌옹 윤치호의 고조할아버지였다.
1783년(정조 7) 그해의 증광시 진사시에 합격여 진사가 되고, 곧 성균관에 들어가 수학하였다. 1775년의 문과 알성시에서도 을과 1위로 등제하였다.
1786년(정조 10)에는 대각(臺閣)에 임명되지만 지방에 있다는 핑계를 대고 나아가지 않았다. 그러나 그는 도성에 있었고 이는 사실로 확인되었다. 정조는 친히 의금부에 지시하여, 윤제동의 한성 거주 사실 여부를 조사하였다. 결국 그는 함경도 함흥으로 유배되었다. 처음에는 명천으로 유배령이 내려졌다가 뒤에 함흥으로 고쳐졌다. 1787년(정조 11) 4월에 석방되어 유배지에서 풀려나 되돌아왔다. 이후 관직에 복귀하여 사간원정언 등을 역임하였다.
1792년(정조 16)에는 다시 사간원정언이 되고, 그 해의 홍문록에 두번 선발되었으며 도당록(都堂錄)에도 선발되었다. 1793년 일본의 사신 귤공구(橘功久)가 막부에서 아들을 얻었다는 서한을 들고 오자 접위관(接慰官)이 되어 일본의 사자들을 면담하였다. 1794년에는 과거 시험관의 한 사람으로 선발되었으나, 시험 과정에 문제가 있어 승정원의 탄핵을 받고 곤장 백 대를 맞고 파면당했다. 1794년 사간원 정언, 사헌부 집의를 거쳐 홍문관부수찬 등을 지냈다. 이 기간 중 윤제동은 김종수의 처벌을 청하는 상소를 여러 번 올렸다.
1795년 복직되어 홍원 현감(洪原縣監)으로 부임하였다. 1797년 1월 사헌부장령, 그해 4월 홍문관교리, 6월 사헌부집의에 이르러 1793년 신응현(申應顯)의 시호를 잘못 선정했다는 이유로 홍문관응교 이익모의 탄핵을 받고 체차되었다. 1798년 보은 현감(報恩縣監)으로 부임하였다.

## 가족관계
- 증조부 : 윤세겸(尹世謙)
- 증조모 : 해주 정씨
  - 종조부 : 윤학(尹㶅)
  - 종조부 : 윤발(尹潑) - 윤치호, 윤치영, 윤보선의 선조
  - 종조부 : 윤침(尹沉)
  - 할아버지 : 윤옥(尹沃)
  - 할머니 : 용천 이씨, 이보명의 딸
    - 백부 : 윤득림(尹得霖)
      - 사촌 : 윤수동(尹秀東)
      - 사촌 : 윤영동(尹英東)
      - 사촌 : 윤시동(尹時東)
      - 사촌 : 윤회동(尹晦東)
      - 사촌 : 윤기동(尹基東)

    - 아버지 : 윤득우(尹得雨)
      - 형님 : 윤충동(尹忠東)
      - 형님 : 윤의동(尹義東)
      - 형님 : 윤예동(尹禮東)
      - 형님 : 윤효동(尹孝東)